# Artur Dziurman
Artur Karol Dziurman (sinh ngày 31 tháng 5 năm 1964 tại Kraków) là một diễn viên người Ba Lan.

## Sự nghiệp
Artur Dziurman tốt nghiệp Học viện Nghệ thuật Sân khấu Quốc gia AST ở Kraków vào năm 1987. Ông diễn xuất trên sân khấu tại Nhà hát Bagatela (1987-1989) và Nhà hát Stary ở Kraków (từ năm 1989).
Ngoài sự nghiệp diễn xuất trên sân khấu, Artur Dziurman còn là gương mặt quen thuộc trong hơn 40 bộ phim điện ảnh và phim truyền hình Ba Lan. Trong đó, Dziurman nổi tiếng với các bộ phim như: Reich (2001), Rezerwat (2007), Czas honoru (2008) và Bogowie (2014).
Năm 2014, Artur Dziurman tham gia chương trình truyền hình Dancing with the Stars phiên bản Ba Lan - Taniec z gwiazdami với bạn nhảy là Walerija Żurawlewa.

## Thành tích nghệ thuật
Dưới đây liệt kê một số phim điện ảnh và phim truyền hình nổi bật có sự góp mặt của Artur Dziurman:
- 1987: Rajski ptak − Jurek
- 1988: Akwen Eldorado
- 1995: Dama kameliowa − Gaston
- 1995: Opowieść o Józefie Szwejku i jego drodze na front − Łukasz
- 1997: Sława i chwała − Gorbal
- Từ năm 1999: Klan − Leszek Jakubowski
- 1999: Na dobre i na złe − Milecki
- 1999: Randka z diabłem − Stolarek
- 2000: M jak miłość − Jastrzębski
- 2000-2001: Miasteczko
- 2001: Więzy krwi
- 2001: Zostać miss − Desperado
- 2001: Reich
- 2002-2003: Psie serce − Borys
- 2003: Zostać miss 2 − Bruno
- 2003-2005: Magiczne drzewo
- 2004-2006: Pensjonat pod Różą − Sławek Adamski
- 2004-2007: Kryminalni
- 2005-2007: Egzamin z życia − Witold Choroszyński
- 2005: Pełną parą − Zygmunt Marciniak
- 2006: Dublerzy
- 2007: Rezerwat − Roman
- 2007: Prawo miasta − Rafał Mikoś
- 2008: Ojciec Mateusz − Napierski
- 2009: Generał Nil − Józef Czaplicki
- 2008-2014: Czas honoru − Schneider
- 2011: 1920. Wojna i miłość
- 2011: Los numeros
- 2012-2013: Wszystko przed nami
- 2013-2014: To nie koniec świata − Kazimierz Szostakowski
- 2014: Bogowie
- 2015: Przypadki Cezarego P. − Zenek
- 2019: Futro z misia − Żubr